# Mugilodu, Hosadurga
Mugilodu là một làng thuộc tehsil Hosadurga, huyện Chitradurga, bang Karnataka, Ấn Độ.